# Carphacis
Carphacis är ett släkte av skalbaggar som beskrevs av Des Gozis 1886. Carphacis ingår i familjen kortvingar.
Släktet innehåller bara arten Carphacis striatus.